# Faculdades Integradas da Terra de Brasília
A Faculdades Integradas da Terra de Brasília (FTB) foi uma instituição de ensino superior privada brasileira. Tinha sua sede localizada no Recanto das Emas, no Distrito Federal. Fundada em 1999, foi descredenciada pelo Ministério da Educação em 2011. Na época, oferecia onze cursos de graduação e possuía 1.200 alunos.

## Histórico
Em 1999, a FTB foi credenciada a operara através de portaria emitida pelo Ministério da Educação (MEC). Em 2005, recebeu recredenciamento do MEC.
Em 2010, um grupo de ex-funcionários apresentou denúncia ao Ministério Público afirmando que a FTB emitia diplomas falsos. Havia a suspeita de que a faculdade havia vendido mais de 600 diplomas.
Em 2011, o MEC descredenciou a instituição, afirmando que esta mantinha condições precárias. Após publicação da decisão no Diário Oficial da União, o MEC supervisionou a transferência dos alunos para outras instituições de ensino.

## Cursos

### Graduação
Quando de sua extinção, a FTB oferecia doze cursos de graduação: administração, agronomia, ciências biológicas, engenharia de alimentos, história, letras, matemática, medicina veterinária, pedagogia, turismo e zootecnia.

### Pós-graduação Lato Sensu
Educação e Meio Ambiente
Linguística Aplicada: Ensino Aprendizagem de Língua Estrangeira
Língua Portuguesa e Linguística
Produção de Biocombustíveis
Gestão Estratégica de Recursos Humanos
Biossegurança
Clínica Médica de Pequenos Animais
Higiene e Inspeção de Alimentos de Origem Animal
Clínica Cirúrgica de Pequenos Animais e Vigilância Sanitária
Controle de Qualidade dos Alimentos